# Florian Blüchel
Florian Blüchel (* 21. Februar 1984 als Florian Dörfler) ist ein ehemaliger deutscher Bundesligaringer im freien Stil im Welter- und Mittelgewicht. Er war Mitglied der deutschen Junioren-Nationalmannschaft von 2000 bis 2004.
Von März 2010 bis September 2021 arbeitete er als Spielanalyst bzw. Scout im Bereich der Spiel- & Spielerbeobachtung der FC Bayern München AG.
Im Oktober 2021 wurde Blüchel vom englischen Premier-League-Verein FC Arsenal unter Vertrag genommen. Er ist seither bei den „Gunners“ für den deutschen Markt als International First Team Scout verantwortlich.

## Sportliche Karriere und Erfolge
Blüchel war als Ringer unter anderem mehrfacher deutscher Meister der Jugend. Zudem repräsentierte er sein Heimatland bei Kontinentalwettbewerben der Junioren in den Jahren 2001 & 2004 bei den Europameisterschaften. Er konnte durch Siege für seine Mannschaften in den Gewichtsklassen bis 74 kg & 84 kg im freien Stil unter anderem mit dem KSV Ketsch und den AC Lichtenfels in die 1. Bundesliga aufsteigen. Auf höchster nationaler Ebene konnte er zudem eine Vielzahl an Kämpfen für den SV Wacker Burghausen und den SV St. Johannis Nürnberg in den Bundesligastaffeln sowie in den Play-offs um die Deutsche Mannschaftsmeisterschaft für sich entscheiden.
Am 14. November 2010 beendete Blüchel seine aktive Ringerlaufbahn im Trikot des SV Johannis Nürnberg mit einem Schultersieg über Patryk Dublinowski vom SV Luftfahrt Berlin.
Nebenher ist er seit der Kindheit als Fußballer aktiv, so spielte er etwa in der Bezirksoberliga für den BSV 98 Bayreuth, befand sich im erweiterten Kader der U15 Bayernauswahl und konnte auch auf universitärer Ebene Erfolge wie den 2. Platz der Süddeutschen Hochschulmeisterschaft 2012 als Spielertrainer mit der TU München erlangen. In den 2010er Jahren spielte er für den in Schwabing ansässigen FC Alte Haide München und den FC Moosinning, ehe er sich 2020 wieder seinem Heimatverein SC Altenplos anschloss.

## Beruflicher Werdegang
Seit 2010 ist Blüchel für den FC Bayern München aktiv, zunächst in werksstudentischer Tätigkeit als Videooperator für das FCB Junior Team, anschließend arbeitete er als Daten- und Videoanalyst im Bereich der Gegnervorbereitung für die Profimannschaft. In der Saison 2012/13 wurde Blüchel Teil des erweiterten Trainerstabs in der Abteilung der Spielanalyse. Im Januar 2015 wurde er vom Technischen Direktor Michael Reschke in dessen Abteilung des Rekordmeisters abberufen. Infolge der Umgestaltung der Scoutingabteilung ab der Saison 2017/2018 unter der Leitung von Marco Neppe bekleidete Blüchel fortan die Position eines International Scouts.
Seitdem im Sommer 2021 einige Scoutingpositionen unter der Führung von Edu Gaspar beim FC Arsenal neu besetzt wurden, stellt Blüchel seine fußballerische Expertise dem Nord-Londoner Traditionsverein zur Verfügung. In selbstständiger Tätigkeit hat er die Rolle des First Team Scouts Germany inne und ist für die Gunners weiterhin international unterwegs.

## Herkunft, Ausbildung, Privates
Der gebürtige Oberfranke wuchs in Altenplos gemeinsam mit seiner jüngeren Schwester auf. Er besuchte das Graf-Münster-Gymnasium in Bayreuth und erlangte dort mit den Leistungsfächern Deutsch und Sport das Abitur. Seine Facharbeit aus dem Jahr 2003 mit dem Titel Die Grundtechniken des Freistilringens im Stand- und Bodenkampf wurde mit zum Teil selbstgedrehten Videoinhalten als Powerpoint-Präsentation angefertigt.
Nach einem Lehramtsstudium an der Ruprecht-Karls-Universität Heidelberg mit den Fächern Sport, Geschichte und Geographie beendete er mit seiner Diplomarbeit zu den Möglichkeiten der Analyse von Standardsituationen (Freistöße und Ecken) der 1. Fußball Bundesliga in der Saison 2012/2013 sein universitäres Studium der Sportwissenschaften, mit dem Schwerpunkt Leistungssport, an der Technischen Universität München.
Blüchel ist verheiratet und lebt seit 2019 mit seiner Frau und seinem Sohn wieder in seiner Heimatstadt Bayreuth.